# 乌古论留可
乌古论留可，金朝建国前乌古论部首领，女真族。姓乌古论，统门、浑春水台流之地（今珲春市）乌古论部人，忽沙浑勃单的儿子。
乌古论留可在1096年，诱使奥纯、坞塔两部作乱。当时是完顏盈歌在位时，敌库德、钝恩也前去依附，迎战完顏撒改大军。留可自以为所附三十五部对战完颜十二部，必然胜利，结果钝恩、敌库德等人率先兵败被俘。后来被阿骨打攻破城寨，渠帅差不多都被杀死。1100年，归降盈歌。